# Metoda Sellheima
Metoda Sellheima – sposób uwolnienia rączek płodu przy ich nieprawidłowym ułożeniu podczas porodu w położeniu pośladkowym, wskutek czego nie można urodzić barków i główki. Obejmuje trzy możliwości postępowania:
- Możliwość 1: gdy przednia rączka jest zarzucona na kark. Najpierw uwalnia się zwykłym sposobem leżącą z tyłu rączkę, po czym szybkim przerywanym ruchem obraca płód wzdłuż jego długiej osi w kierunku wskazywanym przez zarzuconą rączkę.
- Możliwość 2: gdy tylna rączka jest zarzucona na kark. Najpierw sprowadza się do zagłębienia krzyżowego rączkę przednią i wydobywa ją zwykłym sposobem, a następnie obraca się płód w tym samym kierunku. Rączka, która była zarzucona, nie przemieszcza się i w konsekwencji znajduje się na wysokości twarzy płodu i dzięki temu można wydobyć ją już zwykłym sposobem.
- Możliwość 3: gdy obie rączki są zarzucone. Najpierw obrotami uwalnia się przednią rączkę poprzez sprowadzenie jej do zagłębienia krzyżowego, po czym obrotami w odwrotnym kierunku uwalnia się drugą rączkę i wydobywa z tyłu. Jest to bardzo rzadki i ciężki przypadek.